# 광주광역시도 제2호선

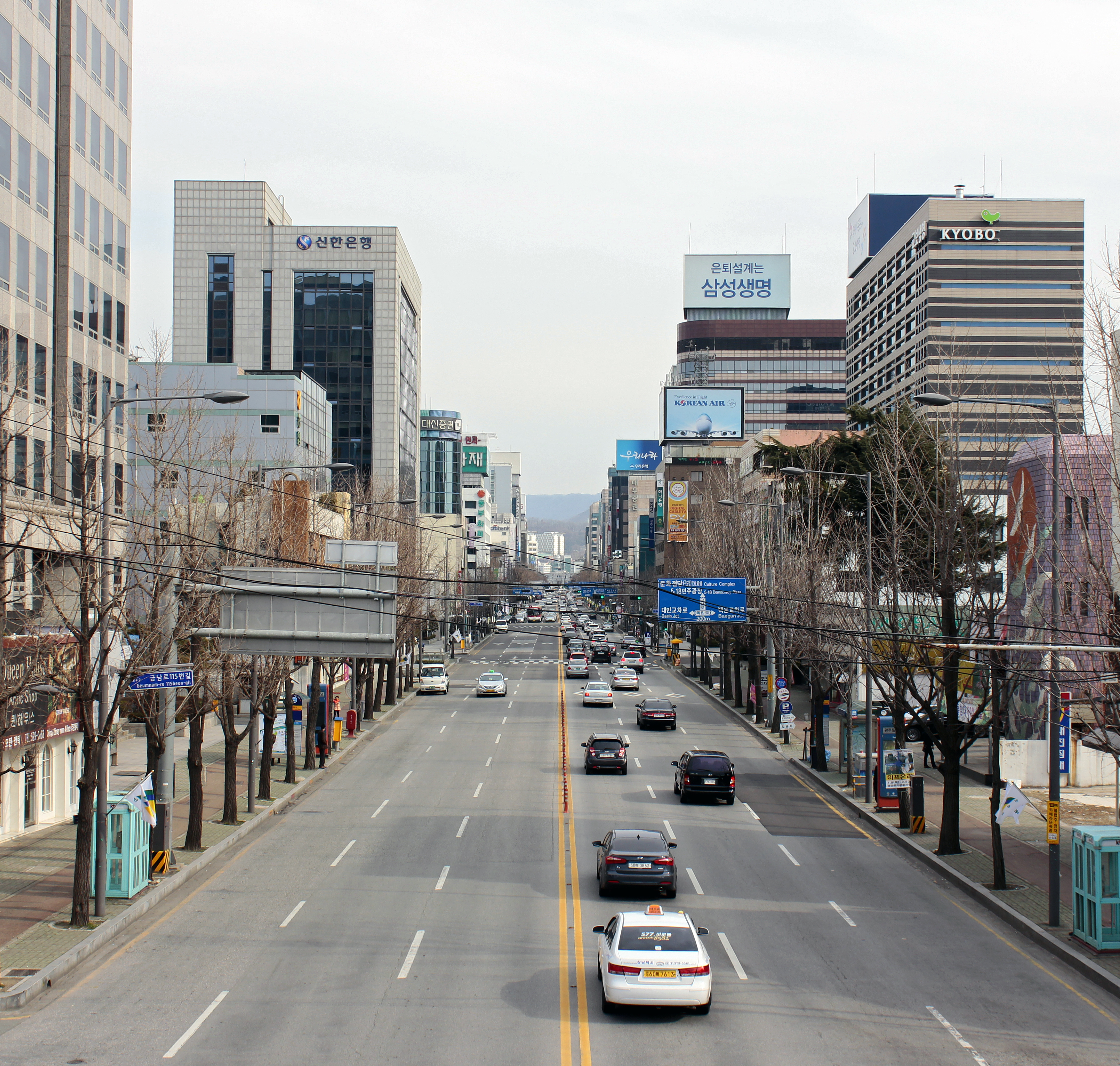
금남로

금남로(錦南路, Geumnam-ro, 광주광역시도 제2호선)는 광주광역시 북구 임동 발산교앞 교차로에서 동구 금남로1가 문화전당역 인근 교차로를 잇는 도로다. 도로 이름은 조선 중기의 무신인 정충신의 군호인 금남군(錦南君)에서 따온 이름이다.
기점인 발산교앞 교차로에서 천변우로, 발산로, 임동로,  임동오거리에서 자동차로, 상무대로, 태봉로, 광주북성중학교 인근에서 금재로, 유동사거리에서 경열로, 금남로5가역 사거리에서 독립로, 금남로5가에서 구성로, 금남로4가역에서 중앙로, 종점에서 서석로, 문화전당로와 만난다.

## 접속하는 도로
- 천변우로
- 자동차로
- 상무대로
- 태봉로
- 경열로
- 독립로
- 구성로
- 중앙로
- 서석로

## 같이 보기
- 5·18 광주 민주화 운동
- 충장로